# Fernando Meligeni
Fernando Meligeni (Buenos Aires, 12 april 1971) is een voormalig Braziliaans tennisser, die tussen 1990 en 2003 actief was in het professionele tenniscircuit.

## Loopbaan
Meligeni won in zijn loopbaan drie ATP-toernooien in het enkelspel en was daarnaast ook nog eens zeven keer toernooiwinnaar in het dubbelspel (waarvan vijf aan de zijde van landgenoot Gustavo Kuerten).
Tijdens de Olympische Zomerspelen van 1996 in Atlanta verloor Meligeni de strijd om de bronzen medaille van Leander Paes met 3–6, 6–2 en 6–4.
Op de Pan-Amerikaanse Spelen van 2003 in Santo Domingo veroverde Meligeni de gouden medaille via een zege in de finale op Marcelo Ríos met 5–7, 7–66 en 7–65.
Zijn beste resultaat op de grandslamtoernooien is het bereiken van de halve finale, op Roland Garros 1999. In het dubbelspel bereikte hij de kwartfinale op Roland Garros 1998, samen met landgenoot Gustavo Kuerten.

## Palmares
| Legenda                       |
| ----------------------------- |
| Grand Slam                    |
| Olympische Spelen             |
| Tennis Masters Cup            |
| ATP Masters Series            |
| ATP International Series Gold |
| ATP International Series      |

### Enkelspel
| Nr.              | Datum      | Toernooi            | Ondergrond | Tegenstander in finale | Score            |         |
| ---------------- | ---------- | ------------------- | ---------- | ---------------------- | ---------------- | ------- |
| gewonnen finales |            |                     |            |                        |                  |         |
| 1.               | 1995-07-16 | ATP Båstad          | Gravel     | Christian Ruud         | 6–4, 6–4         | details |
| 2.               | 1996-05-12 | ATP Pinehurst       | Gravel     | Mats Wilander          | 6–4, 6–2         | details |
| 3.               | 1998-05-03 | ATP Praag           | Gravel     | Ctislav Doseděl        | 6–1, 6–4         | details |
| verloren finales |            |                     |            |                        |                  |         |
| 1.               | 1995-03-05 | ATP Mexico-Stad     | Gravel     | Thomas Muster          | 6–7, 5–7         | details |
| 2.               | 2001-09-16 | ATP Costa do Sauípe | Hardcourt  | Jan Vacek              | 6–2, 6–7(2), 3–6 | details |
| 3.               | 2002-03-03 | ATP Acapulco        | Gravel     | Carlos Moyá            | 6–7(4), 6–7(4)   | details |

### Mannendubbelspel
| Nr.              | Datum      | Toernooi       | Ondergrond | Partner         | Tegenstanders in finale              | Score    |         |
| ---------------- | ---------- | -------------- | ---------- | --------------- | ------------------------------------ | -------- | ------- |
| gewonnen finales |            |                |            |                 |                                      |          |         |
| 1.               | 1996-11-10 | ATP Santiago   | Gravel     | Gustavo Kuerten | Dinu Pescariu Albert Portas          | 6–4, 6–2 | details |
| 2.               | 1997-04-13 | ATP Estoril    | Gravel     | Gustavo Kuerten | Andrea Gaudenzi Filippo Messori      | 6–2, 6–2 | details |
| 3.               | 1997-06-15 | ATP Bologna    | Gravel     | Gustavo Kuerten | Dave Randall Jack Waite              | 6–2, 7–5 | details |
| 4.               | 1997-07-20 | ATP Stuttgart  | Gravel     | Gustavo Kuerten | Donald Johnson Francisco Montana     | 6–4, 6–4 | details |
| 5.               | 1997-11-02 | ATP Bogota     | Gravel     | Luis Lobo       | Karim Alami Maurice Ruah             | 6–1, 6–3 | details |
| 6.               | 1998-07-12 | ATP Gstaad     | Gravel     | Gustavo Kuerten | Daniel Orsanic Cyril Suk             | 6–4, 7–5 | details |
| 7.               | 1999-03-28 | ATP Casablanca | Gravel     | Jaime Oncins    | Massimo Ardinghi Vincenzo Santopadre | 6–2, 6–3 | details |

## Resultaten grandslamtoernooien
| Legenda | Legenda                          |
| ------- | -------------------------------- |
| g.t.    | geen toernooi gehouden           |
| l.c.    | lagere categorie                 |
| –       | niet deelgenomen                 |
| G       | uitgeschakeld in de groepsfase   |
| 1R      | uitgeschakeld in de eerste ronde |
| 2R      | uitgeschakeld in de tweede ronde |
| 3R      | uitgeschakeld in de derde ronde  |
| 4R      | uitgeschakeld in de vierde ronde |
| KF      | uitgeschakeld in de kwartfinale  |
| HF      | uitgeschakeld in de halve finale |
| F       | de finale verloren               |
| W       | het toernooi gewonnen            |
| w-v     | winst/verlies-balans             |

### Enkelspel
| Toernooi        | 1992 | 1993 | 1994 | 1995 | 1996 | 1997 | 1998 | 1999 | 2000 | 2001 | 2002 | 2003 |
| --------------- | ---- | ---- | ---- | ---- | ---- | ---- | ---- | ---- | ---- | ---- | ---- | ---- |
| Australian Open | –    | –    | 1R   | –    | 1R   | 2R   | 1R   | 1R   | 1R   | –    | 1R   | 1R   |
| Roland Garros   | –    | 4R   | 1R   | 3R   | 1R   | 2R   | 4R   | HF   | 2R   | 3R   | 2R   | –    |
| Wimbledon       | –    | –    | 1R   | –    | –    | –    | –    | –    | 1R   | 2R   | 1R   | –    |
| US Open         | 1R   | 1R   | 1R   | 1R   | 1R   | 3R   | 1R   | 2R   | 1R   | 2R   | 2R   | –    |

### Mannendubbelspel
| Toernooi        | 1997 | 1998 | 1999 | 2000 | 2003 |
| --------------- | ---- | ---- | ---- | ---- | ---- |
| Australian Open | 1R   | –    | 1R   | 1R   | 2R   |
| Roland Garros   | 2R   | KF   | 2R   | –    | –    |
| Wimbledon       | –    | –    | –    | –    | –    |
| US Open         | 1R   | –    | 1R   | –    | –    |